# وسام أم المعارك

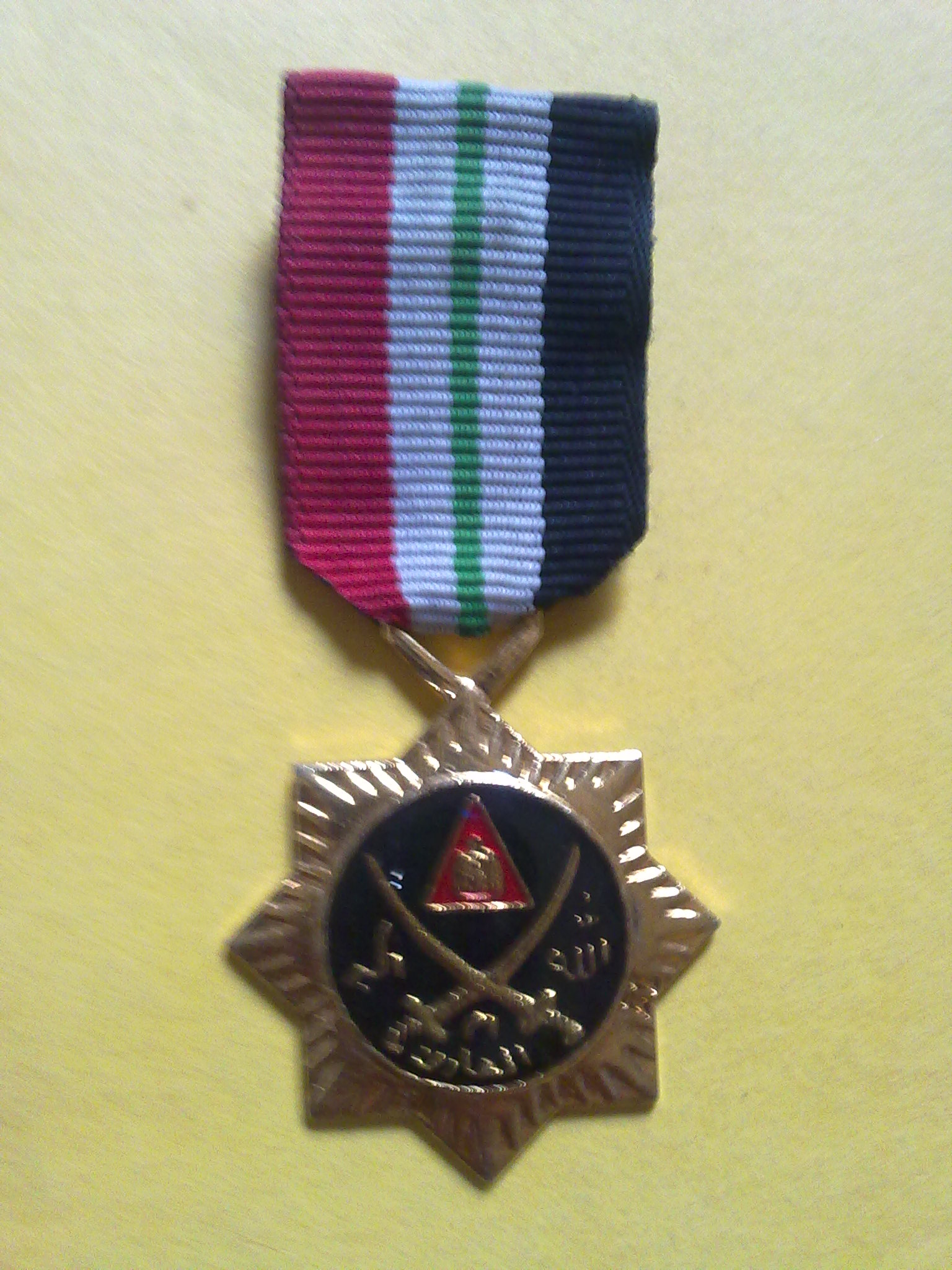
يكتسبه المقاتل على شجاعته وبسالته في الحرب

وسام أم المعارك من الأوسمة العراقية التي صدرت في فترة حكم حزب البعث في العراق وفترة حرب الخليج الثانية أو حرب الكويت. ويتكون هذا الوسام من ثلاثة درجات، أسوة بوسام القادسية ويشابهه من ناحية الشكل باستثناء الكتابة فلقد أبدلت السنة والتاريخ.